# カリキュラム (曲)
カリキュラムは、依布サラサのデビューシングル。

## 概要
2007年12月5日発売。全作詞は依布サラサ、作曲はAnders Hellgren & David Myhr（M-1）・松田岳二（M-2）、全編曲は松田岳二。
作詞家として活動していた依布にとって、歌手としてのデビューシングル。初回プレス盤特典としてアニメ『もやしもん』菌ワイドキャップステッカー仕様となっている。
売上枚数は4,179枚。
音楽プロデューサーとしてCUBISMO GRAFICOの松田岳二を迎えて制作されている。元々は2008年春にデビューを予定していたが、同曲のデモ音源がアニメ『もやしもん』のテーマソングに選出されたことから急遽制作を早めたというエピソードがある。なお、歌詞は奄美大島旅行中に書き上げられた。

## 収録曲
1. カリキュラム
  - フジテレビ系『ノイタミナ』枠内放送アニメ『もやしもん』オープニングテーマ
  - tvk『saku saku』2007年12月エンディングテーマ
2. コトバトスライム